# 洛阳无轨电车

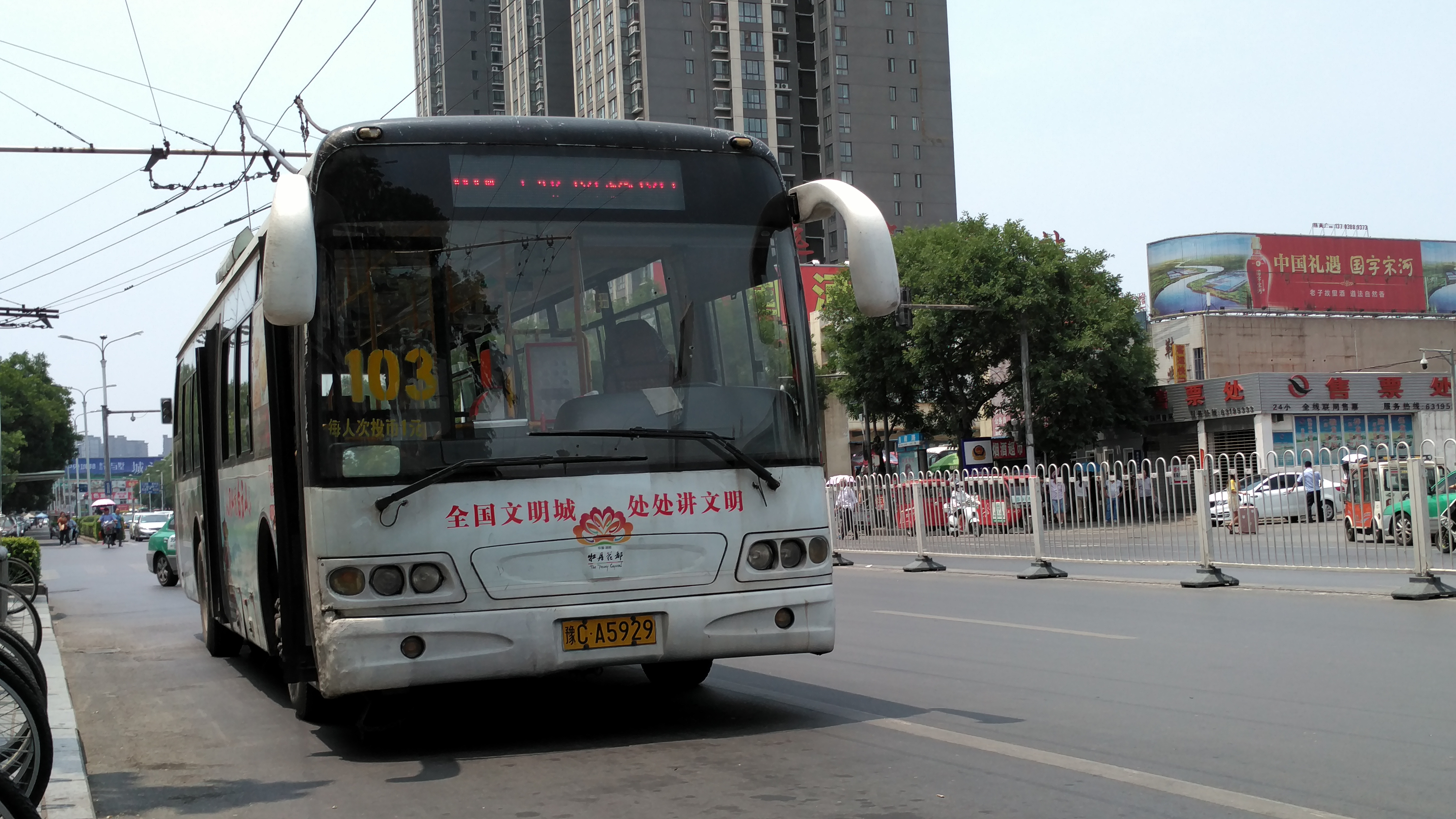
曾运行于103路的申沃电车

洛阳无轨电车，是曾经存在于中华人民共和国河南省洛阳市的无轨电车系统，于1984年9月28日开通运营，2023年11月14日实际结束运营。洛阳曾是河南省第二个，以及中国第26个拥有无轨电车的城市。

## 历史

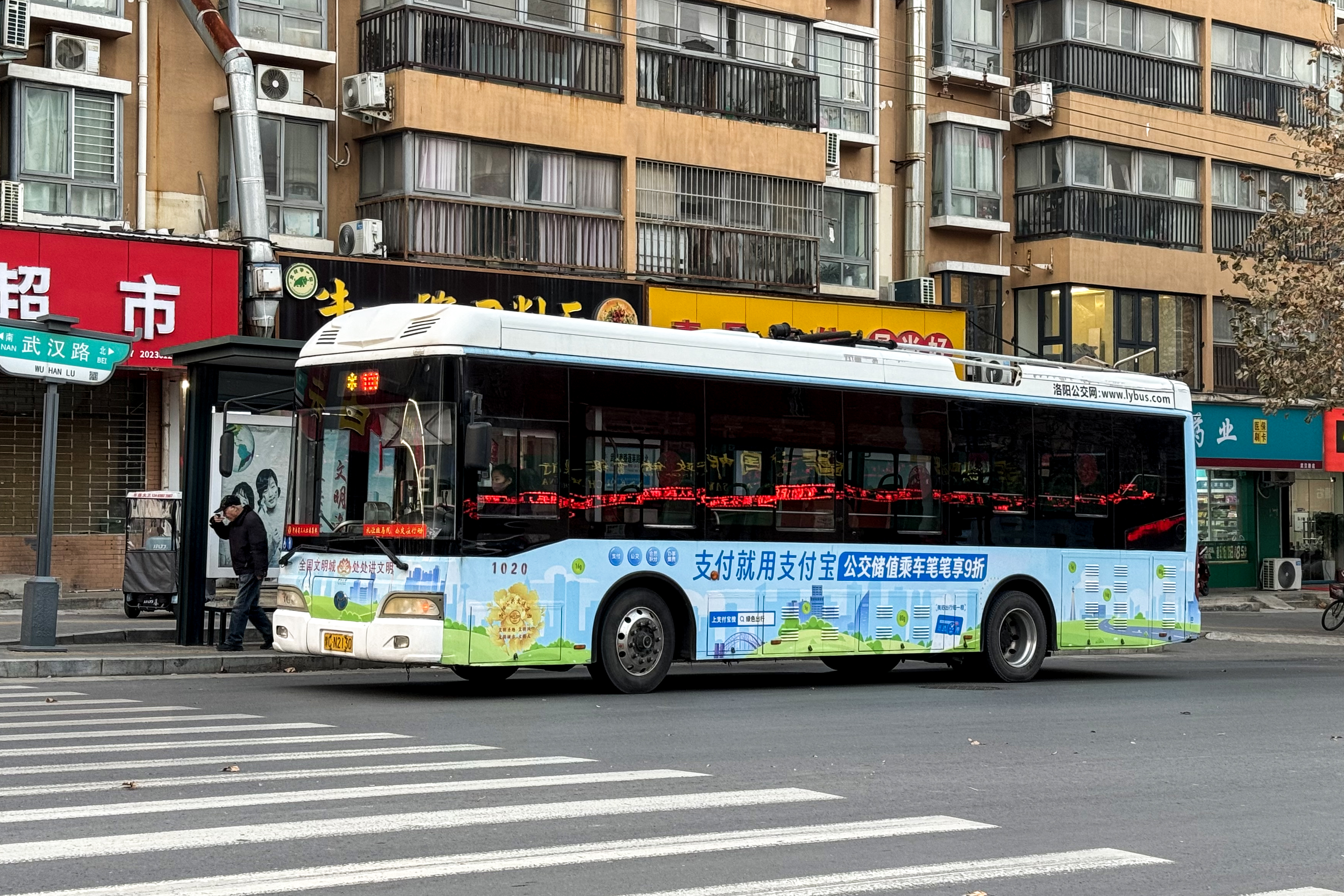
运行于103路的扬子江双源无轨电车

1981年9月，据河南省计委批示，洛阳市公交公司成立了“洛阳市电车会战指挥部”，并开始了无轨电车的筹备工作。
1984年2月，驻洛80590部队无偿承接电车线路的竖杆工程。3月，电车培训人员赴北京、上海、西安、成都、郑州等地实习。5月邀北京电车公司协助架设线网。1984年7月底工程完成，8月初线路试运行。
1984年9月28日，可以作为洛阳电车历史性的一天，这一天新辟101、102路电车正式剪彩通车，不仅为洛阳增添了一道亮丽的风景线，也使洛阳成为河南第二个、全国第26个拥有无轨电车的城市。
1993年4月4日，由公司自行设计、自行施工的电车二期工程胜利竣工，并使103路电车一次试车成功。该线路总长9.2公里，单程票价每人次0.8元。
随着既有无轨电车车型日益老化，洛阳市陆续采购纯电动汽车用于替代无轨电车。2023年11月14日，洛阳市的无轨电车线网基本拆除完毕，此后所有无轨电车车型均降杆充当纯电动汽车运营，标志着“搭辫”无轨电车正式退出洛阳的历史舞台。

## 运营线路

### 101路
101路线配电车27辆（WGD61U），22:30 后一般由汽车代替。
日间发车间隔：高峰3分钟、平峰5分钟。发车时间：谷水西 5:30-次日0:30，西关 6:05-次日1:00。
运行路线：全程运行于洛阳市主干道中州路上，途径明堂景区、凯旋广场、新都汇、中心医院、王城公园等地，游客可以乘坐本线路观赏林荫道中州路沿途美景。

### 103路
103路线配电车35辆（WGD61U）；22:30 后由汽车代替，且终点站为西苑路武汉路口。
日间发车间隔：高峰3分钟、平峰4分钟。运行时间：洛阳站 5:30-22:20，武汉南路南口 5:30-22:30。
运行路线：由洛阳站发车，走金谷园路、中州路、延安路、景华路、武汉路到达终点站武汉路南口（区间终点西苑路武汉路口）。